# 明日は明日の風の中.....夢の中/新しい自分へ変わるスイッチ
「明日は明日の風の中.....夢の中/新しい自分へ変わるスイッチ」（あしたはあしたのかぜのなか.....ゆめのなか/あたらしいじぶんへかわるスイッチ）は、三枝夕夏 IN dbの19thシングル。

## 概要
- 前回のシングル「雲に乗って」の発売から、ちょうど9ヶ月後に発売のシングル。
- 三枝夕夏 IN dbにとっては、初の両A面シングルである。
- 4枚目のアルバム『U-ka saegusa IN db IV 〜クリスタルな季節に魅せられて〜』には収録されていない。

## 収録曲
1. 明日は明日の風の中.....夢の中
  - 作詞・作曲：三枝夕夏 / 編曲：葉山たけし

三枝曰く、1970年代のフォークロックをイメージして作ったという曲。ラストサビでのコーラスによる合唱を取り入れた楽曲である。元々は3rdアルバム『U-ka saegusa IN db III』制作時に作られた曲だったが、三枝自身が非常に気に入ったためにシングル用に取っておいたという。
2. 新しい自分へ変わるスイッチ
  - 作詞・作曲：三枝夕夏 / 編曲：葉山たけし

歌詞はタイアップ先の『オシゴト交換（スイッチ）』に合わせた内容になっている。コーラスを取り入れた1曲目に対して、こちらはコーラスが一切入っていない。
3. 明日は明日の風の中.....夢の中 ～Instrumental～
4. 新しい自分へ変わるスイッチ ～Instrumental～

## タイアップ
- 日本テレビ系『業界クイズ ミニキテ!』10月度エンディングテーマ (#1)
- チバテレビ系『MU-GEN』10月度オープニングテーマ (#1)
- テレビ東京系『オシゴト交換』エンディングテーマ (#2)

## 収録アルバム
- U-ka saegusa IN db Final Best (#1,2)